# Jean-Marie Morel
Pour les articles homonymes, voir Morel.
Jean-Marie Morel, né le 28 mars 1728 à Lyon et mort le 7 octobre 1810 à Écully, est un architecte paysagiste, peintre et musicien français.
Il a réalisé plus de quarante parcs et jardins en France, dans le style du jardin à l'anglaise, dont les parcs d’Ermenonville, de Guiscard, de la Malmaison et du Château d'Arcelot.

## Biographie
D’une famille lyonnaise honorable mais peu fortunée, Morel, qui était le cadet du grammairien Pierre Morel, montra, dès sa plus tendre jeunesse, une grande aptitude pour les mathématiques, la musique et la philosophie des arts. À l’âge de seize ans, il fut nommé inspecteur des ponts et chaussées dans la province du Lyonnais et enseignait la haute géométrie aux élèves du corps. Deux ans après, la place d’architecte du prince de Conti étant devenue vacante, il concourut et l’obtint. Le prince de Conti abandonna le soin de toutes ses propriétés au gout et à l’intelligence de son architecte, qui répondit à ses désirs dans la distribution des jardins de l’Ile-Adam. La transformation du parc de Guiscard en paysage pittoresque suivit de près celle des jardins de l’Ile-Adam. Le duc d’Aumont, possesseur de Guiscard, obtint pour lui la place d’architecte des Menus-Plaisirs du roi à l’époque du mariage de Louis XVI, mais Morel préféra rester attaché au prince de Conti.
Morel fit une étude particulière de l’art de composer les jardins. Dans sa jeunesse, en 1757, alors que la mode était au jardin anglo-chinois, il publia à Londres, un opuscule anonyme intitulé l’Art de distribuer les jardins suivant l’usage des Chinois.
En 1776, il publia à Paris, toujours sans nom d’auteur, la Théorie des jardins. Il partit ensuite pour l’Angleterre. La seconde édition, publiée en 1802 et « enrichie de notes, et suivie d'un tableau dendrologique, contenant la liste des plantes ligneuses indigènes et exotiques acclimatées» portera cette fois le titre « La Théorie des jardins ou l'art des jardins de la nature ». Louis-Gabriel et Joseph-François Michaud qui jugent, un peu rapidement sans doute, qu'il n'a rien appris en Angleterre, indiquent à son sujet : « c'est un ouvrage aussi savant qu’étendu, riche d’un plan bien conçu, plein d’idées neuves et présentées avec l’élégante simplicité que cet artiste a su donner à toutes ses compositions ». Le poète Delille l'a qualifié de « charmant » dans une note du troisième chant de son poème Les Jardins ou l'art d'embellir les paysages.
Après la mort du prince de Conti, Morel visita la Hollande, l’Allemagne, la Suisse, l’Italie et l’Espagne. À son retour, à 63 ans, il épousa une très jeune femme de 23 ans, issue d’une famille considérée à Lyon, avec laquelle il aura deux filles : Aimée Pierrette et Sophie Albine.
Morel a également rédigé deux ouvrages qui n'ont jamais été publiés : un Traité sur la composition musicale, et un ouvrage considérable sur l’Architecture rurale, qui devait renfermer plus de cent vingt planches in-4°.
En 1800, il est élu membre de l'Académie des sciences, belles-lettres et arts de Lyon.
Il meurt à l’âge de 82 ans dans le département où il était né, mais où il a peu vécu. En 1813, l’architecte Savalette de Fortair, qui a été son élève, publie un Discours sur la vie et les œuvres de Jean Marie Morel, architecte, auteur de la Théorie des jardins, des parcs d’Ermenonville, de la Malmaison, Guiscard, etc. (Paris, D. Colas, 1813).

## Publications
- L'Art de distribuer les jardins suivant l’usage des Chinois, Londres, 1757.
- Théorie des jardins, Pissot, Paris, 1776 [lire en ligne]
- Théorie des jardins, ou l'art des jardins de la nature, Seconde édition augmentée, Panckoucke, Paris, 1802, [lire en ligne] ; Minkoff, Genève,1973, in-8°, (OCLC 561503565).

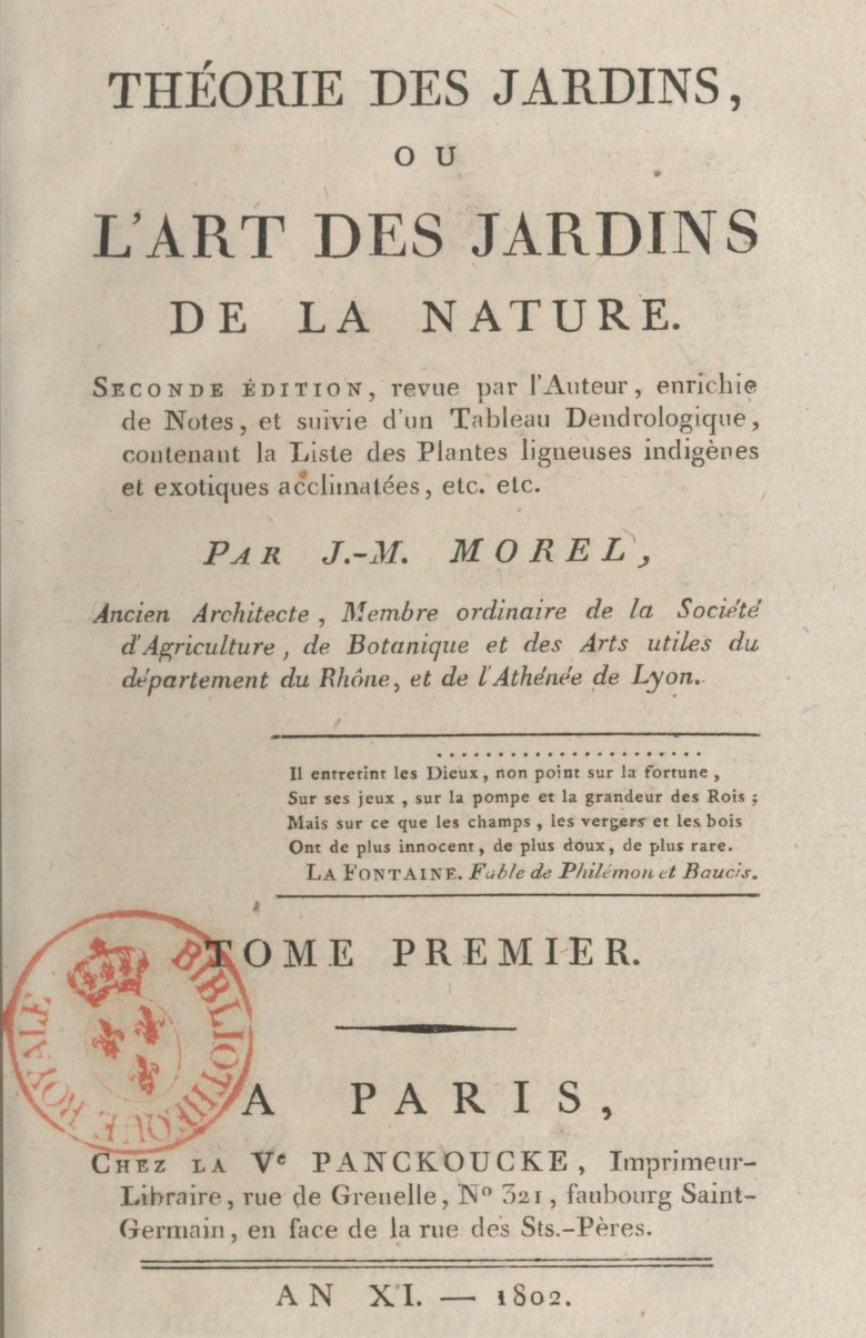
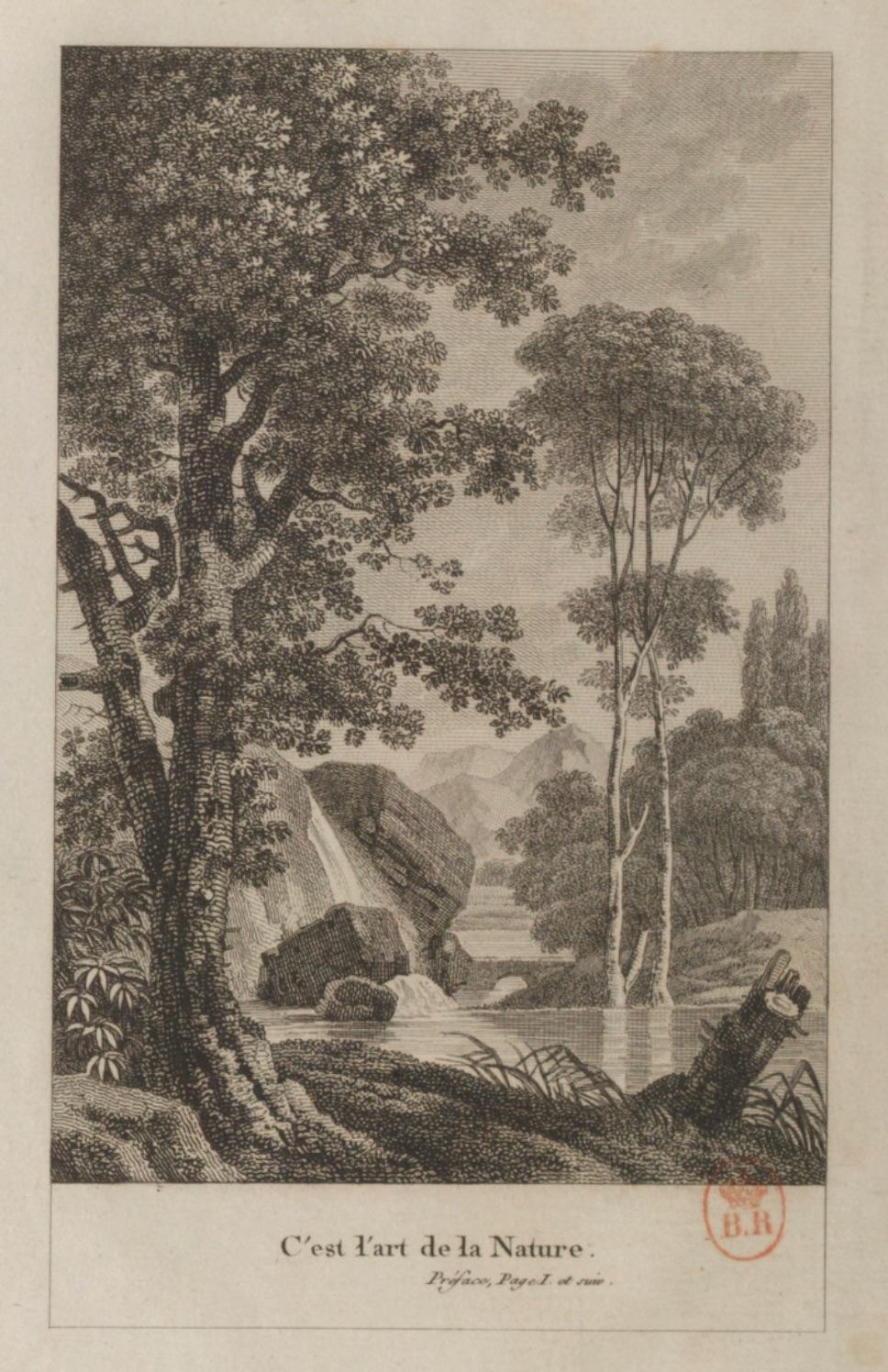

### Sources
- Michel Le Guern et Dominique Saint-Pierre (dir.), « Morel, Jean Marie », dans Dictionnaire historique des Académiciens de Lyon : 1700-2016, Lyon, éd. ASBLA de Lyon, 2017 (ISBN 978-2-9559-4330-4, présentation en ligne), p. 916-917.
- Louis-Gabriel Michaud et Joseph-François Michaud, Biographie universelle ancienne et moderne, vol. 29, Paris, Madame C. Desplaces, 1851, p. 276.